# Ira C. Eaker
Pour l’article homonyme, voir Eaker.
Ira Clarence Eaker, né le 13 avril 1896 à Feld Creek (Texas) et mort le 6 août 1987 à Andrews Air Force Base (Maryland), était un général de l'USAAF (force aérienne de l'armée des États-Unis), qui a notamment commandé la 8th USAAF au cours de la Seconde Guerre mondiale.

## La Seconde Guerre mondiale
Il est  à l'origine mi-1943 de la directive Point Blank, souvent nommé Plan Eaker, qui après la conférence de Casablanca visait à établir une coordination entre les forces aériennes britanniques et américaines et à définir ce qu'il fallait faire pour préparer le débarquement dans le nord-est de l'Europe. Une liste de cibles à détruire en priorité fut établie, dans l'ordre suivant :
- Bases et chantiers de U-Boat,
- Usines, dépôts et terrains de la Luftwaffe,
- Usines de roulement à billes,
- Raffineries de pétrole,
- Usines de pneumatiques,
- Transports militaires[1].

## Ordres, décorations et médailles

### Décorations et médailles américaines
- Air Force Distinguished Service Medal
- Army Distinguished Service Medal avec deux feuilles de chêne en bronze
- Navy Distinguished Service Medal
- Silver Star
- Legion of Merit
- Distinguished Flying Cross avec une feuille de chêne en bronze
- Air Medal
- World War I Victory Medal
- American Defense Service Medal
- American Campaign Medal
- European-African-Middle Eastern Campaign Medal avec étoile de service en bronze
- World War II Victory Medal
- Médaille d'or du Congrès

### Ordres et décorations étrangères
- Chevalier commandeur de l'Ordre de l'Empire britannique (Royaume-Uni)
- Chevalier commandeur de l'Ordre du Bain (Royaume-Uni)
- Grand officier de la Légion d'honneur (France)
- Croix de guerre 1939-1945 avec palme (France)
- Croix du Mérite avec Épées en argent (Krzyż Zasługi z Mieczami) (Pologne)
- Ordre de Koutouzov, 2e classe (USSR)
- Chevalier de l'ordre des Saints-Maurice-et-Lazare (Italie)
- Ordre du Libérateur San Martín, Commander (Argentine)
- Ordre national de la Croix du Sud, Grand Officier (Brésil)
- Officier de l'Ordre du Soleil (Pérou)
- Ordre du Mérite aéronautique (Brésil)
- Ordre du Condor des Andes (Bolivie)
- Ordre du Mérite du Chili, Officier (Chili)
- Ordre du Libérateur, Officier (Venezuela)
- Ordre de l'Étoile des Partisans, Première Classe (Yougoslavie)